# Plantage Middenlaan 14
Plantage Middenlaan 14 in Amsterdam is een gebouw aan de Plantage Middenlaan in Amsterdam-Centrum.

## Geschiedenis
De straat behoort tot de wijk Plantage, die al in de 17e eeuw werd aangelegd, maar pas eind 19e eeuw volgebouwd werd. In de tussenliggende periode was het een soort buitengebied, hetgeen nog terug te vinden is in de Hortus Botanicus Amsterdam en Artis. Dat late volbouwen zorgde voor een 19e eeuwse wijk binnen het gebied van de Singelgracht. Die 19e eeuwse bebouwing was niet altijd bestand tegen de tand des tijds dan wel nieuwbouw. Zo had een projectontwikkelaar zijn oog laten vallen op een fabriekscomplexje op Plantage Middenlaan 14/14a. Het had gediend tot hoedenfabriek (Susan; in 1927 uitgebrand), Diamantslijperij (De concentratie) en kledingfabriekjes. Die fabriekjes boden tijdens het nazi-regime in Tweedewereldoorlog onderdak aan onderduikers.

## Moderne geschiedenis
Men wilde er in eerste instantie een hotel met circa 40 kamers en kantoorruimte bouwen. Daarvoor zouden de panden 14 tot en met 22 gesloopt moeten worden. De buurt en ook de gemeente Amsterdam zagen een dergelijk hotel daar liever niet. Na diverse overleggen werd besloten alleen het fabrieksgebouw 14/14a (en 16a) te slopen en te vervangen door een kantoorgebouw met op de begane grond winkels.  In 1972 werd toestemming gevraagd om na sloop van bedoelde perceel het terrein opnieuw te mogen bebouwen (London and Amsterdam Property Company II BV). Architectenbureau Gerard de Klerk, ook al betrokken bij de opzet, gaf daarbij aan dat de nieuwbouw kantoren en werkplaatsen zou bevatten. Het ontwerp liet hij over aan projectarchitect Rob Nord. Deze zag zich geconfronteerd met allerlei beperkingen, want volgens de richtlijnen mocht het gebouw niet (veel) hoger zijn dan de belendingen, moest het qua ruimte inpassen in de gevelwand en het mocht niet te diep worden, want de gemeente had het achterliggende terrein (Plantage Muidergracht) al toebedeeld aan derden.
Nord ontwierp een uitermate hoekig gebouw dat opvalt ten opzichte van de oude bebouwing. In 1980 trok het Gemeente Grondbedrijf in het gebouw.  Later vestigde zich de Havengelddienst (sluis/brug) zich in het gebouw, weer later Artsen zonder Grenzen.    
Plantage Middenlaan 10-12 en Plantage Middenlaan 20 en 22 zijn later benoemd tot gemeentelijk monument. Rob Nord werd bekend als de schepper van Prinsengracht 587, voormalig hoofdbibliotheek Amsterdam. De Joodse geschiedenis is terug te vinden in een aantal Stolpersteine voor de toegang.